# Cyanoneuron pedunculatum
Cyanoneuron pedunculatum är en måreväxtart som beskrevs av Christian Tange. Cyanoneuron pedunculatum ingår i släktet Cyanoneuron och familjen måreväxter. Inga underarter finns listade i Catalogue of Life.